# Förut...
Förut..., Monica Törnells bästa är ett album från 1986 av den svenska sångerskan Monica Törnell. 
Albumet innehåller ett urval låtar från hennes tidigare inspelningar. Låtarna 1-3 kommer från Ingica, nr. 4 från Alrik, nr. 5-6 från Jag är som jag är...,  nr. 7-9 från Ängel, nr. 10-12 från Mica, nr. 13 från Fri och nr. 14 från Big Mama. Skivnumret är AIRLP/AIRCD 1021 (CD-versionen utkom 1988).

## Låtlista
1. Kom slå dig ner (Come to my bedside, my darling) (Eric Andersen - Hawkey Franzén)
2. Förut... (när jag var liten) (I really loved Harold) (Melanie Safka - Cornelis Vreeswijk)
3. Telegram för en bombad by (Cornelis Vreeswijk - trad. arr.: Björn J:son Lindh)
4. Morgonmarsch (Bo Dahlman - Owe Junsjö)
5. En kungens man (Björn Afzelius)
6. Kavaljersvisa från Värmland (trad.arr.: Monica Törnell)
7. Jag kommer hem (Bo Dahlman)
8. En liten aning om helvetet (musik: Barry Flast, text: Monica Törnell)
9. Varje gång... (musik: Monica Törnell, text: Monica Törnell - Ulf Wahlberg)
10. Vintersaga (text & musik: Ted Ström)
11. Känslan i maj (text & musik: Monica Törnell)
12. Heden (musik: Monica Törnell, Ulf Wahlberg, text: Ulf Wahlberg, Monica Törnell)
13. Fri (Monica Törnell)
14. Mellan raderna (kom till mig) (text & musik: Per Gessle)